# Coroana Reginei Alexandra
Coroana Reginei Alexandra a fost coroana consoartă a Alexandrei a Danemarcei, regina consoartă a Regelui Eduard al VII-lea al Regatului Unit. Aceasta a fost realizată pentru încoronarea din 1902. 

## Context
Decesul Reginei Victoria în ianuarie 1901 a pus capăt celor 64 de ani fără o regină consoartă încoronată în Marea Britanie, fiindcă Prințul Albert de Saxa-Coburg și Gotha nu a fost încoronat în calitate de consort. În mod tradițional, reginele consoartă erau încoronate folosind Coroana Reginei Mary de Modena din secolul al XVII-lea. Cu toate acestea, în 1831, Adelaide de Saxa-Meiningen, consoarta Regelui William al IV-lea al Regatului Unit, a fost încoronată cu o coroană nouă mică, cu patru jumătăți de arcadă, numită Coroana Reginei Adelaide, deoarece se considera că tradiționala coroană Modena era de calitate slabă, prea veche și prea teatrală.
În 1902 s-a decis să nu se folosească nici coroana Modena, nici coroana Adelaide pentru prima încoronare a unei regine consoartă după șapte decenii. În schimb, s-a decis crearea unei coroane consoartă complet nouă, care va fi numită ulterior după Regina Alexandra.

## Stil
Coroana este departe de stilul standard al coroanelor britanice, fiind mai apropiată de coroanele regale europene. Era mai puțin verticală decât norma în coroanele britanice și mai mult ghemuită în design, având opt jumătăți de arcade, lucru nemaiîntâlnit în tradiția britanică. Arcada din față se îmbina cu o cruce împodobită în care a fost așezat diamantul Koh-i-Noor. Ca și în cazul Coroanei Reginei Mary și Coroanei Reginei Elisabeta de mai târziu, arcadele erau detașabile, ceea ce permitea purtarea unei coroane deschise.
Coroana Reginei Alexandra nu a mai fost purtată de nici una din reginele care i-au succedat Alexandrei, Mary de Teck și Elizabeth Bowes-Lyon ambele primind coroane noi, în 1911 și, respectiv, în 1937. Marile pietre au fost înlocuite cu pietre artificiale.